# Carl August Haupt
Carl August Haupt (Kuniów, 28 agosto 1810 – Berlino, 4 luglio 1891) è stato un organista, compositore e insegnante tedesco.

## Biografia
Tra il 1827 e il 1830, studiò a Berlino con August Wilhelm Bach, Bernhard Klein e Siegfried Dehn e lavorò come organista in diverse chiese e presso la Parochialkirche di Berlino.
Nel 1869 divenne il successore di August Wilhelm Bach come direttore del Royal Institute for Church Music di Berlino dove insegnò teoria e recitazione organistica.
Le composizioni di Haupt includono Organ school, Organ choral book e molte altre. Dalle sue composizioni per organo, tuttavia, fu conservata solo la Grande fuga in Do maggiore e due accordi corali. Pubblicò opere per organo del defunto amico Carl Ludwig Thiele.
Tra i suoi studenti c'erano John Knowles Paine, Otto Dienel, Edward Fisher, James Hotchkiss Rogers, Whitney Eugene Thayer, Samuel Prowse Warren e Arnold Mendelssohn.